# Łapy-Pluśniaki
Łapy-Pluśniaki – wieś w Polsce położona w województwie podlaskim, w powiecie białostockim, w gminie Łapy. Wieś zajmuje powierzchnię 95 ha.
W latach 1975–1998 miejscowość administracyjnie należała do województwa białostockiego.
W sierpniu 1944 Niemcy spacyfikowali wieś. Zamordowali Stefanię Łapińską, cztery osoby wywieźli na roboty przymusowe do Niemiec. W trakcie pacyfikacji spalili 10 domów i 13 zabudowań gospodarczych.
Wierni kościoła rzymskokatolickiego należą do parafii św. Apostołów Piotra i Pawła w Łapach.